# 글루코실기전이효소
글루코실기전이효소(영어: glucosyltransferase)는 포도당의 전달을 가능하게 하는 글리코실기전이효소의 일종이다. 글루코실트랜스퍼레이스라고도 한다.
예는 다음과 같다.
- 글리코젠 생성효소
- 글리코젠 가인산분해효소

이들은 EC 2.4.1로 분류된다.

## 같이 보기
- 전이효소
- 글리코실기전이효소
- 만노실기전이효소